# شركة الجزر الأمريكية

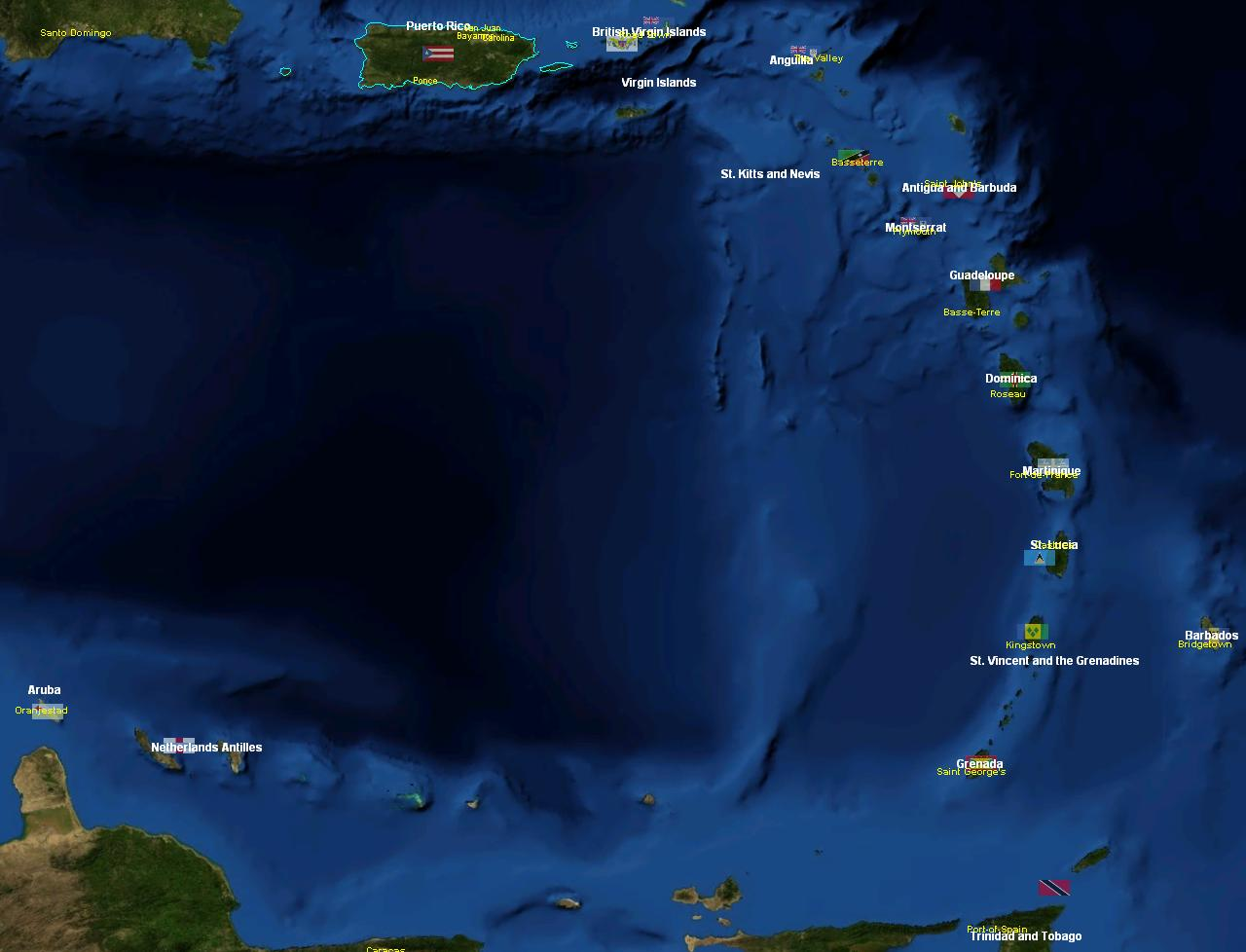

شركة الجزر الأمريكية (بالفرنسية: Compagnie des Îles de l'Amérique)‏ : هي شركة مؤسسة بمرسوم لاستعمار الجزر الكاريبية التالية:
- جزر جوادلوب 28 حزيران 1635 إلى 1649.[1][2]
- مارتينيك 15 أيلول 1635 إلى 1650.
- جزيرة سانت كريستوف (1635-1651) حالياً سانت كيتس ونيفيس (Saint Kitts and Nevis).

## ثبت المراجع
- WorldStatesmen- see each relevant island state